# 日哈乡
日哈乡，是中华人民共和国四川省凉山彝族自治州昭觉县下辖的一个乡镇级行政单位。2021年1月12日，将原特口甲谷乡特口甲谷村、特口瓦洛村、益补洛乌村和原格吾乡井洛村所属行政区域划归日哈乡管辖。

## 行政区划
日哈乡下辖以下地区：
列托村、日哈村、洼取村、甲补洼以村、甲补拉莫村、堵觉村、古尔以打村、拉且哪打村、力史以等村和觉呷村。